# Bundesautobahn 73
Die Bundesautobahn 73 (Abkürzung: BAB 73) – Kurzform: Autobahn 73 (Abkürzung: A 73) – ist eine 167 km lange deutsche Autobahn, die von Suhl über Coburg, Bamberg und Nürnberg nach Feucht führt. Sie durchquert dabei die Bundesländer Thüringen und Bayern. Neben einer überregionalen Nord-Süd-Verbindung stellt sie einen wichtigen Verkehrsweg im Ballungsraum Nürnberg dar.
Der südliche Teil der BAB 73 zwischen Bamberg und Nürnberg ging zum größten Teil aus der Umwidmung der seit den 1960er Jahren autobahnähnlich ausgebauten B 4 hervor und wird auch als Frankenschnellweg bezeichnet. Das Teilstück südlich von Nürnberg bestand in seinen Grundzügen seit der Zeit des Nationalsozialismus und war als Zubringer zu den Reichsautobahnen Nürnberg–Heilbronn und Berlin–München konzipiert. Der Ausbau zur Autobahn folgte Ende der 1970er Jahre. Die nördliche Verlängerung von Bamberg bis zur Einmündung in die BAB 71 bei Suhl wurde im Rahmen des Verkehrsprojekts Deutsche Einheit Nr. 16 ab Ende der 1990er Jahre errichtet und 2008 fertiggestellt. Seitdem besteht lediglich im Stadtgebiet von Nürnberg eine Baulücke mit drei ampelgeregelten Kreuzungen, die Verbindung beider Teilstücke ist als Kreisstraße N 4 gewidmet.

## Streckenverlauf

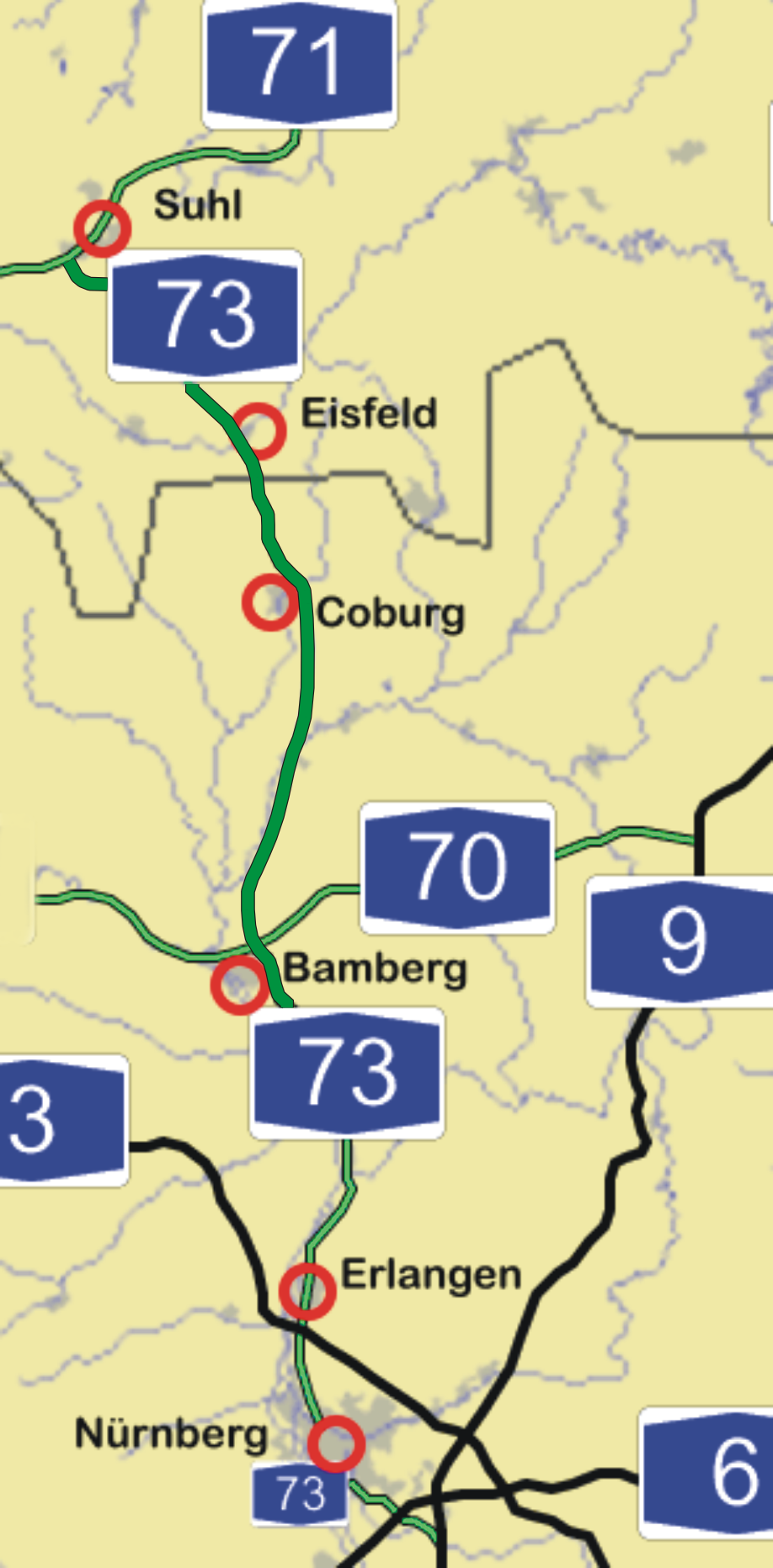
Verlauf der BAB 73

Die BAB 73 beginnt im Thüringer Wald am Autobahndreieck Suhl, wo sie von der BAB 71 nach Südosten abzweigt. Direkt nach Beginn der Strecke wird auf der 82 m hohen Haseltalbrücke der gleichnamige Fluss gequert. Die Stadt Suhl wird südlich auf den Bergkämmen des Talkessels umfahren und mit zwei Anschlussstellen angebunden. Danach geht es mit zahlreichen Brückenbauwerken am westlichen Hang des Erletals entlang nach Schleusingen, wo das Erle- und schließlich das Nahetal überquert werden. Die Landschaft lichtet sich hier und am Südwestrand des waldreichen Mittelgebirges führt die Autobahn ins Werratal bei Eisfeld. Direkt hinter der Stadt wird die Landesgrenze zu Bayern gequert, danach geht es über die Langen Berge in einem langgestreckten Abstieg nach Coburg.
Die Stadt Coburg wird nördlich und östlich mit Kurven umfahren. Bei Rödental wird parallel zur Schnellfahrstrecke Nürnberg–Erfurt der Deutschen Bahn das Itztal überquert. Längs entlang dem niedrigen Höhenzug zwischen Itzgrund und Obermain folgt nach Durchquerung des Bucher Forsts der Abstieg ins Maintal bei Lichtenfels. Dort mündet die B 173 in die BAB 73, mit der eine Verbindung ins nördliche Oberfranken und den Frankenwald besteht. Ab hier folgt die BAB 73 in südwestlicher Richtung dem Maintal zwischen Haßbergen im Westen und Fränkischer Alb im Osten. Bei Bad Staffelstein geht es unmittelbar am Fuß des Staffelbergs entlang, einem markanten Berg am Westrand der Fränkischen Alb. Bei Breitengüßbach folgt erneut ein Richtungswechsel nach Südosten, und die Autobahn erreicht kurz darauf das Autobahnkreuz Bamberg mit der BAB 70. Im Hauptsmoor geht es an der Stadt östlich vorbei, nach Durchquerung des Waldgebiets ist das Regnitztal erreicht, dem bis Nürnberg gefolgt wird.
Weiter am westlichen Rand der Fränkischen Alb folgt die BAB 73 dem Lauf der Regnitz, teilweise unmittelbar am Flussufer entlang, sowie dem parallel zur Regnitz verlaufenden Main-Donau-Kanal. Mitten durch das Stadtgebiet Forchheim, geht es danach wieder in Richtung Südwesten. Am schmalen Hang des Burgbergs vorbei führt die Autobahn durch das Stadtgebiet von Erlangen. Dort kreuzt am Autobahnkreuz Fürth/Erlangen die BAB 3 und die BAB 73 erreicht das flache Knoblauchsland. An Fürth geht es östlich vorbei, kurz darauf endet an der Stadtgrenze zu Nürnberg der als Autobahn gewidmete Teil der BAB 73. Die Fortsetzung ins Nürnberger Stadtgebiet ist zwar ebenfalls mit blauen Wegweisern versehen, offiziell jedoch Kraftfahrstraße.
Im südlichen Nürnberger Stadtgebiet beginnt die BAB 73 erneut am Kreuzungsbauwerk zweier autobahnähnlich ausgebauter Kreisstraßen. Nach Südosten, quer durch den weitläufigen Nürnberger Stadtwald am Stadtteil Langwasser vorbei, kreuzt am Autobahnkreuz Nürnberg-Süd die BAB 6. Nach einigen weiteren Kilometern durch Waldgebiet folgt bei Feucht ein kurzer Abschnitt parallel zur BAB 9 und der ICE-Schnellfahrstrecke Nürnberg–Ingolstadt. Am Autobahndreieck Nürnberg/Feucht mündet die BAB 73 schließlich in die BAB 9.

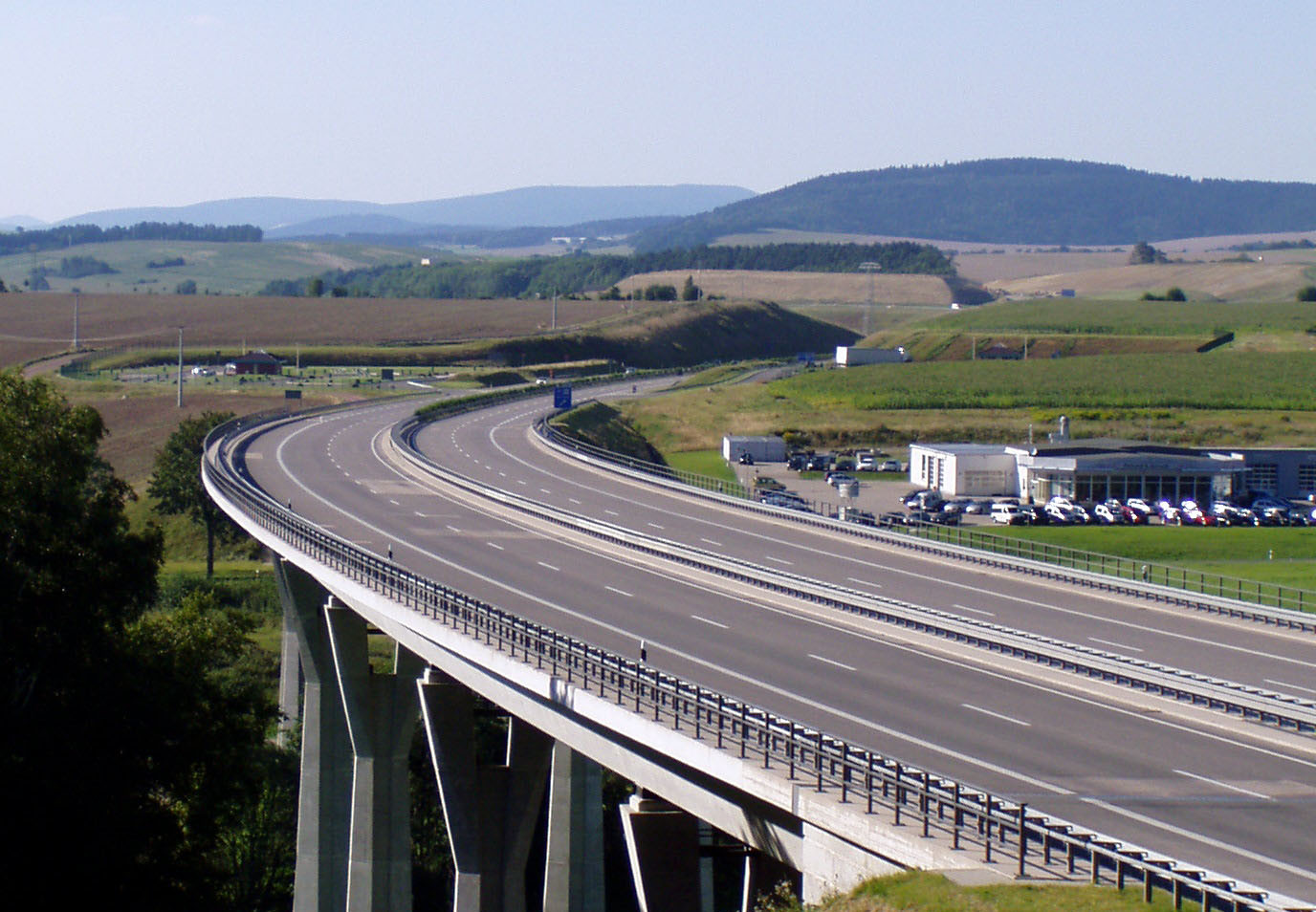
Werratalbrücke bei Eisfeld
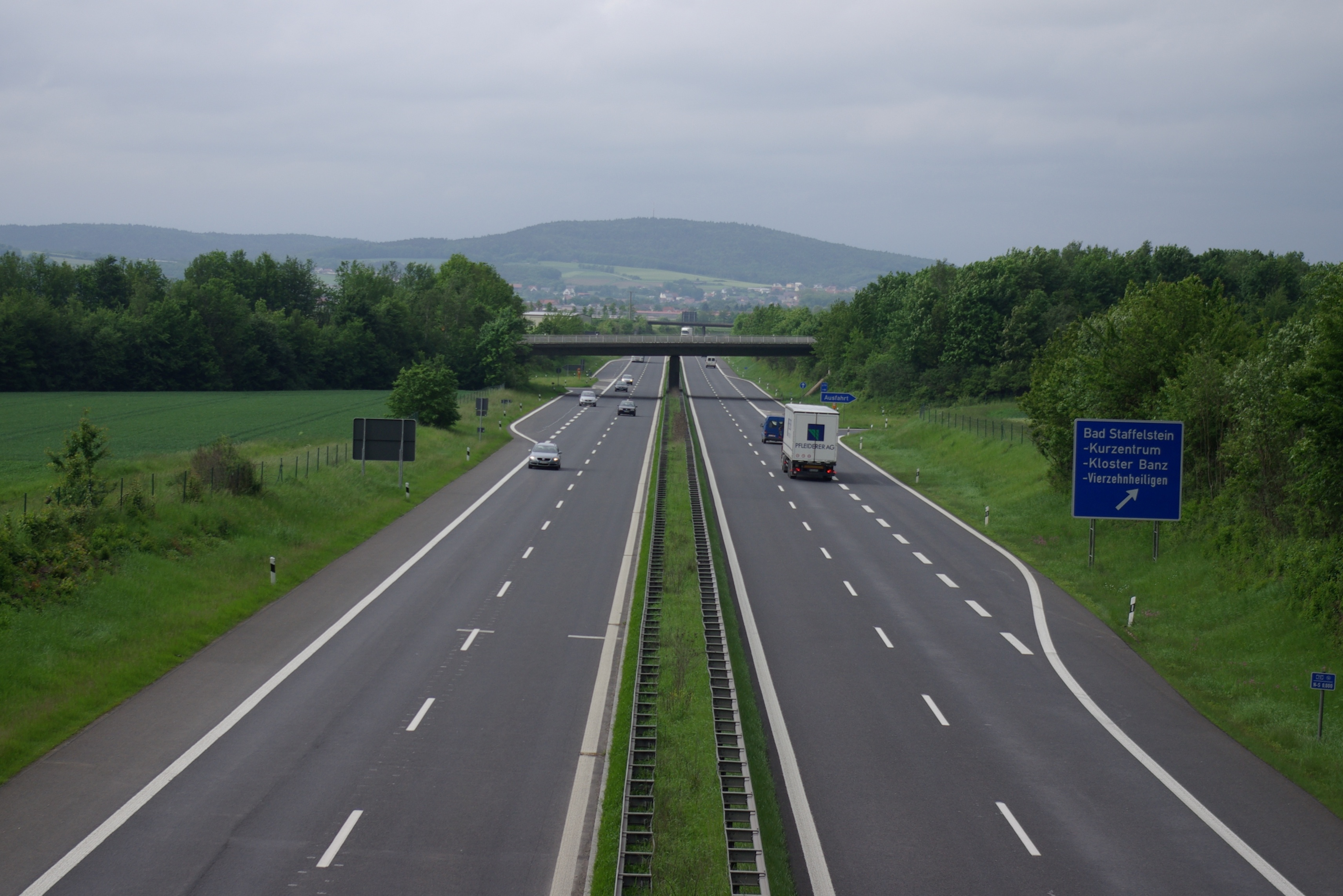
Bei Bad Staffelstein
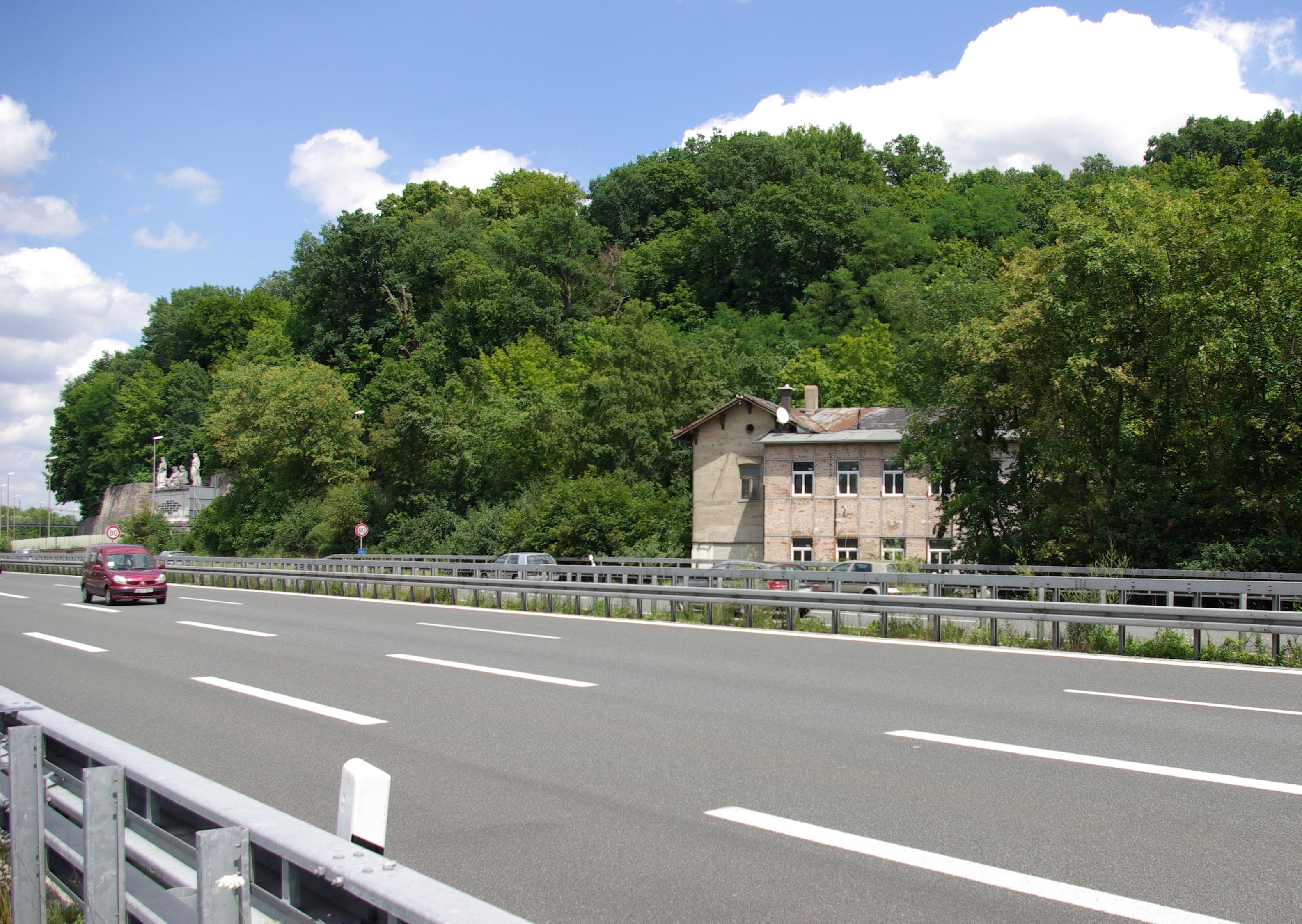
Am Burgberg in Erlangen, im Hintergrund das Kanaldenkmal zur Einweihung des Ludwig-Donau-Main-Kanals, auf dessen Trasse die BAB 73 heute verläuft
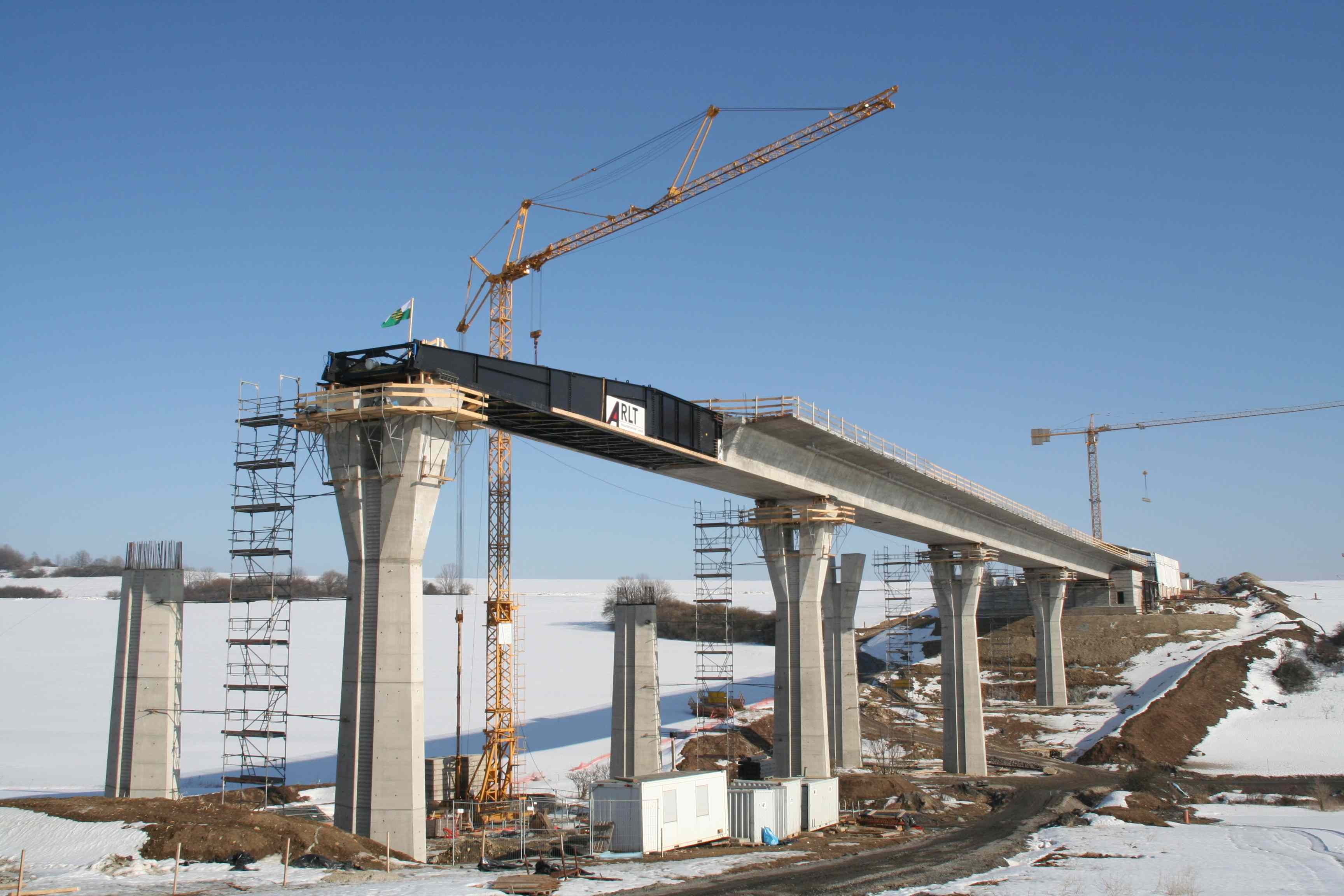
Bau der Taktschiebebrücke Sulzebach

## Geschichte

### Vorgeschichte

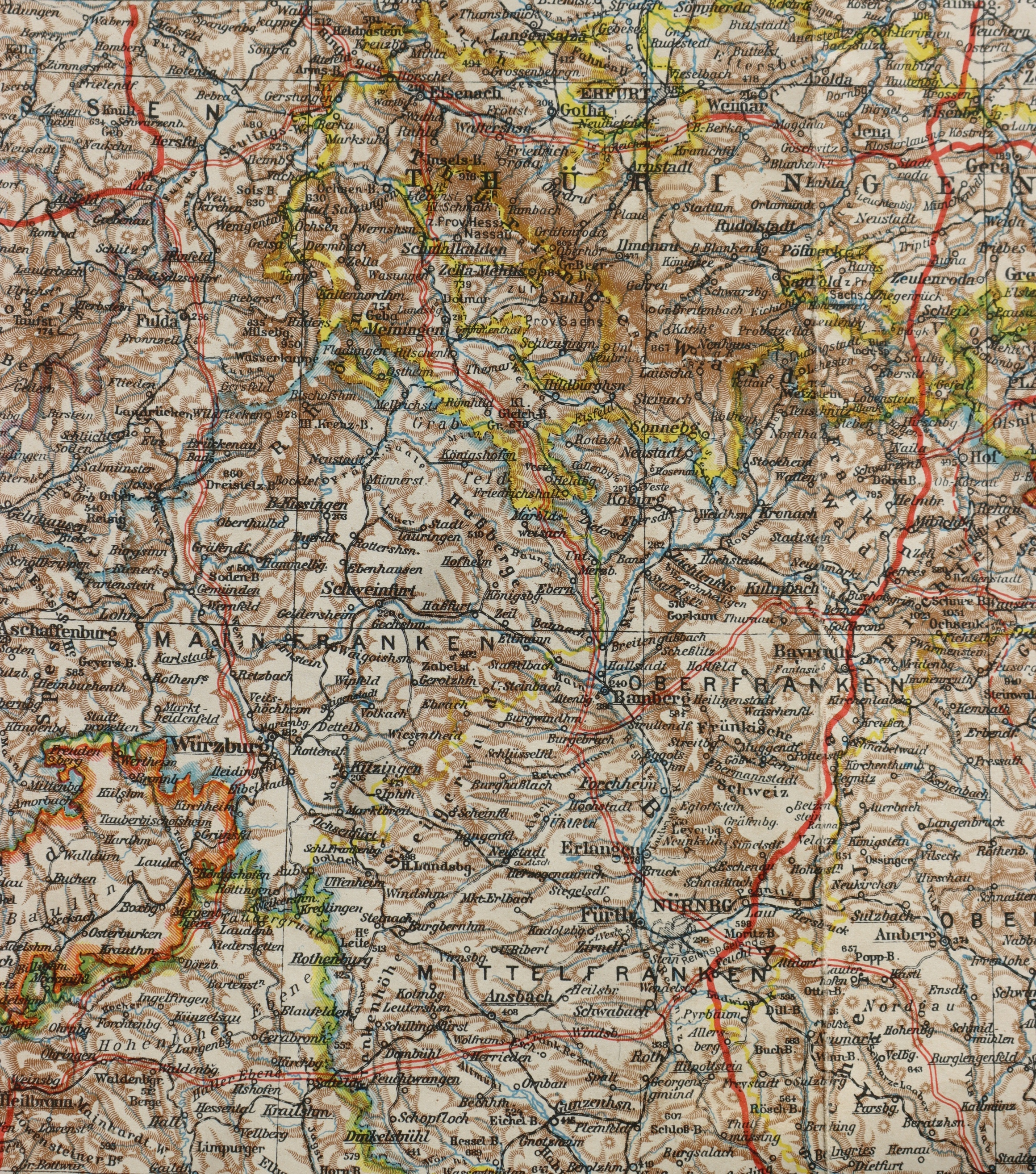
Landkarte von 1938 mit eingezeichneter Planung für die Strecke 85

Wichtigste Fernverbindung zwischen Thüringer Wald und Mittelfranken war die Reichsstraße 4, die in ihrem Gesamtverlauf von Kiel bis Nürnberg reichte. Diese folgte von Coburg aus dem Itzgrund und ab Breitengüßbach dem Main- bzw. Regnitztal bis Nürnberg.
Eine leistungsfähige Straßenverbindung zwischen Nürnberg und Thüringen taucht bereits in einer Konzeptstudie des Vereins HaFraBa aus dem Jahr 1927 auf. Mit der Machtergreifung der Nationalsozialisten 1933 wurde der Autobahnbau stark forciert, wobei größtenteils auf fertig entworfene Pläne der HaFraBa zurückgegriffen wurde. Geplant war nun eine Reichsautobahn von Nürnberg über Bamberg und Meiningen nach Eisenach. Mit Festsetzung der Pläne im Mai 1934 wurde diese Verbindung ins Grundnetz aufgenommen und als „zum Bau freigegeben“ gelistet. Beauftragt mit der Bauausführung waren die Obersten Bauleitung der Reichsautobahnen (OBR) Nürnberg für den bayerischen und Kassel für den thüringischen Teil.
Eine Streckenführung wurde bis 1938 nur für den nördlichen Teil festgelegt, im selben Jahr begannen die ersten Bauarbeiten an der Reichsautobahn Strecke 85. Bei Bad Salzungen und Schmalkalden wurden Rodungsarbeiten durchgeführt, außerdem die Widerlager einiger Brücken errichtet. Am geplanten Knotenpunkt mit der Reichsautobahn Hersfeld–Dresden (Strecke 79) bei Eisenach entstanden Vorleistungen für ein Autobahndreieck. Im bayerischen Teil kam es aufgrund des nicht abgeschlossenen Planfeststellungsverfahrens zu keinem Baubeginn mehr. Auf Landkarten wurde ein möglicher Verlauf angegeben, bei dem diese Strecke die Fortsetzung der bei Nürnberg von der Reichsautobahn Berlin–München abzweigende Strecke, die bis kurz vor Erlangen fertiggestellt war, bildet. An Höchstadt vorbei, sollte sie durch den Steigerwald westlich des Regnitztals in Richtung Bamberg führen, die Stadt westlich umgehen und bei Maroldsweisach die Grenze zu Thüringen und damit der OBR Kassel erreichen. Bei Burgebrach war ein Autobahnkreuz mit einer geplanten Ost-West-Strecke Würzburg–Bayreuth vorgesehen. Die Strecke 85 hätte die direkteste Verbindung zwischen Hamburg und München dargestellt. Aufgrund des Zweiten Weltkriegs kam es zu keiner Fertigstellung der Bauarbeiten bzw. Baubeginn im bayerischen Teil mehr. Die Teilung Deutschlands nach Kriegsende machte die Streckenführung ohnehin obsolet.
Beim Bau der Reichsautobahnen Berlin–München und Nürnberg–Heilbronn entstanden zwei Autobahnzubringer mit mehreren Kilometern Länge. Neben der als „Hauptausfahrt“ bezeichneten Anschlussstelle der Reichsstraße 4 (Regensburger Straße) bei Fischbach entstand 1938 ein zweiter, 8,5 km langer und autobahnähnlich ausgebauter Zubringer entlang der Reichsstraße 8 (Münchener Straße). Dieser band beide Reichsautobahnen über Anschlussstellen an. Der Knotenpunkt mit der damals nur bis Schwabach fertiggestellten Reichsautobahn in Richtung Heilbronn war als Anschlussstelle Nürnberg-Süd bereits als höhenfreies Autobahnkreuz in Kleeblattform gebaut worden. Am östlichen Ende bei Feucht endete der Zubringer an einer einfachen Anschlussstelle der Reichsautobahn Berlin–München.
Obwohl als Autobahn ausgebaut, wurde der Abschnitt Nürnberg bis Anschlussstelle Nürnberg-Süd von der Stadt Nürnberg gebaut. Von dort bis zur Reichsautobahn bei Feucht war die OBR Nürnberg ausführende Behörde. Dieser Abschnitt wies auch eine schmalere Breite von 18 m auf, im Gegensatz zur Stadteinfahrt mit einer Kronenbreite von 34 m.

### „Frankenschnellweg“ Nürnberg–Fürth–Erlangen
In den 1950er Jahren plante die Stadt Nürnberg eine Schnellstraße als Verbindung mit der Nachbarstadt Fürth. 1952 wurde ein Plan auf der Trasse des alten, seit 1950 aufgelassenen Ludwig-Donau-Main-Kanals ausgearbeitet. 1959 begann der Bau des ersten Teilstücks zwischen Jansenbrücke (heutige AS Nürnberg-Westring) und Kurgartenbrücke (heutige AS Nürnberg/Fürth). Dieses wurde am 13. Juni 1967 eröffnet. Die Straße war damals bereits autobahnähnlich ausgebaut mit getrennten Richtungsfahrbahnen, jedoch als Kreisstraße im Besitz der Stadt Nürnberg gewidmet. 1968 wurde beschlossen, die Straße auf Nürnberger Stadtgebiet zu verlängern, etwa zur selben Zeit begann auch der Weiterbau in Richtung Erlangen auf dem zugeschütteten Ludwig-Donau-Main-Kanal. Dieser Abschnitt ging am 16. Juni 1972 als autobahnähnliche Bundesstraße 4a bis Erlangen-Nord, kurz vor dem Burgberg, in Betrieb. Neben einigen Anschlussstellen entstand auch ein Knotenpunkt in Form eines Autobahnkreuzes mit der Autobahn Frankfurt–Nürnberg, seit 1975 BAB 3. Am selben Tag wurde auch der Hafen Fürth feierlich eröffnet, beide Bauprojekte wurden zusammen realisiert.

### Aufstufung zur Autobahn und Weiterbau bis Bamberg
Zum 1. Januar 1975 wurde für die Autobahnen in der Bundesrepublik Deutschland und West-Berlin ein neues, einheitliches Nummerierungsschema eingeführt. Waren zunächst nur intern geführte Nummerierungen verwendet worden und auf den Wegweisern ausschließlich die Nummern der auf der Trasse verlaufenden Europastraßen ausgeschildert, wurde die neue nationale Nummerierung vorgezogen. Ein zuvor im Bedarfsplan Bundesfernstraßen 1971–1985 beschriebenes System, das den vom Berliner Ring abzweigenden Strecken die einstelligen Nummern A 1 bis A 6 zuordnete, konnte sich, auch im Hinblick auf die damals noch bestehende Deutsche Teilung, nicht durchsetzen.
Im Zuge dieser Neuordnung wurde der bisher als B 4a gewidmete Frankenschnellweg zur Bundesautobahn 73 (BAB 73) hochgestuft. Der Abschnitt des Schnellwegs auf Nürnberger Stadtgebiet behielt seine Einstufung als Kreisstraße, wurde jedoch auch blau beschildert. Der Weiterbau von Erlangen nach Norden bis Bamberg wurde von nun an ebenfalls als Autobahn durchgeführt. 1976 ging das Teilstück von Baiersdorf bis Forchheim-Süd in Betrieb, 1980 Forchheim-Süd bis Forchheim-Nord und 1983 Forchheim-Nord bis Hirschaid. Mit dem Abschnitt Hirschaid bis Bamberg-Süd war die Anbindung Bambergs ans Autobahnnetz 1985 hergestellt. Von Erlangen bis Forchheim-Süd folgt die Autobahn dabei weiter dem alten Kanalbett des Ludwig-Donau-Main-Kanals, dieses wurde in Forchheim zum Teil von der B 470 überbaut. Der eigentlich als Ortsumfahrung konzipierte Abschnitt bei Forchheim führt aus Platzgründen unmittelbar an der hier kanalisierten Regnitz entlang, mitten durch bebautes Gebiet. Von Forchheim bis Bamberg folgt die Autobahn einer nach modernen Gesichtspunkten erstellten Trasse mit weiten Kurvenradien und größerem Abstand zur Bebauung. Umstritten war dieser Abschnitt dennoch, da an seinem nördlichen Ende der Hauptsmoor, ein großes Waldgebiet östlich vom Bamberg, durchschnitten wurde. Die Anschlussstelle Bamberg-Süd wurde als kreuzungsfreie und leistungsstarke Anschlussstelle konzipiert, um sowohl die überregional bedeutsame B 505, als auch die Anbindung an die Bamberger Innenstadt zu ermöglichen. Der Wechsel von der BAB 73 zur B 505 nach Süden ist hier nicht möglich, diese Verbindung wird durch die BAB 3 oder die Ortsdurchfahrt von Hirschaid bewerkstelligt.
Das letzte fehlende Teilstück der damals nur bis Bamberg geplanten BAB 73 war die Ostumfahrung Bambergs auf der Trasse der B 505. Diese Bundesstraße entstand bereits Mitte der 1960er Jahre, um die ländlichen Gebiete Oberfrankens zwischen Bamberg, Kronach und Bayreuth über eine leistungsstarke Verbindung ans überregionale Straßennetz anzuschließen. Nordöstlich von Bamberg stellte eine Anschlussstelle die Verbindung mit der ebenfalls kreuzungsfreien B 26 (Nordumfahrung Bamberg) und der B 173 nach Kronach her. Die Fertigstellung des letzten Teilstücks geschah zusammen mit dem Neu- bzw. Ausbau der BAB 70 Schweinfurt–Bayreuth. Zusammen mit dem Stück der B 26 und einem Neubauabschnitt bis Eltmann wurde die Anschlussstelle der vormals drei verknüpften Bundesstraßen in ein Autobahnkreuz umgebaut. Die zweite Richtungsfahrbahn der B 505 und die Aufstufung zur BAB 73 geschahen zusammen hiermit im Jahr 1991. Gleichzeitig mit der Fertigstellung der Autobahnabschnitte und des Autobahnkreuzes Bamberg wurde auch die weiterführende B 173 bis Breitengüßbach zweibahnig ausgebaut.

### Abschnitt Nürnberg-Hafen – Feucht (Südwesttangente)
Mit steigenden Verkehrsmengen war die B 8 nicht mehr dem Verkehr gewachsen. Das östliche Ende des zweibahnig ausgebauten Abschnitts endete an der BAB 9 in Form einer einfachen Anschlussstelle („Anschlussstelle Nürnberg/Feucht“). Anfang der 1970er Jahre entstanden auf Nürnberger Stadtgebiet zudem zwei verkehrstechnisch wichtige Bauprojekte: die Südwesttangente als autobahnähnlich ausgebaute Kraftfahrstraße und der Hafen Nürnberg am Main-Donau-Kanal. Außerdem wurde ein Abschnitt des Frankenschnellwegs südlich der Innenstadt bis zum Hafen ausgebaut. Die bisher fehlende Verbindung zwischen Frankenschnellweg, Südwesttangente und B 8 (Münchener Straße) wurde Mitte der 1970er Jahre in Angriff genommen.
Zwischen Nürnberg-Hafen, wo ein kreuzungsfreier Knotenpunkt des Frankenschnellwegs mit der Südwesttangente entstand, bis zur B 8 entstand eine zweibahnige Querspange, von dort bis kurz vor die BAB 9 wurde die bestehende zweibahnige Bundesstraße auf Autobahnstandard ausgebaut. Die Anbindung an die BAB 9 wurde knapp 2 km südlich der bisherigen Anschlussstelle Nürnberg/Feucht in Form eines Autobahndreiecks mit rechtsgeführter Trompete realisiert. Die Verbindung zur alten B 8 bildet ebenfalls eine rechtsgeführte Trompete. Auf diese Weise wird ein zu kurzer Verflechtungsbereich mit der unmittelbar südlich der alten Anschlussstelle liegenden Raststätte vermieden. Die Gesamtstrecke zwischen Nürnberg-Hafen und Dreieck Nürnberg/Feucht wurde 1979 als BAB 73 fertiggestellt.

### Strecke Suhl – Bamberg
Nach der Wiedervereinigung 1990 wurden im Programm Verkehrsprojekte Deutsche Einheit weitere Autobahnverbindungen zwischen Bayern und Thüringen vorgesehen. An einem von sieben Autobahnprojekten begannen im Sommer 1991 die Planungen. Beauftragt wurde mit der Realisierung der VDE-Projekte die im Oktober 1991 gegründete Deutsche Einheit Fernstraßenplanungs- und -bau GmbH. Im Bundesverkehrswegeplan 1992 wurde die sogenannte Y-Lösung aufgenommen, die aus einer Strecke von Erfurt durch den Thüringer Wald nach Süden und anschließend einer Verzweigung bei Suhl in Richtung Schweinfurt bzw. Lichtenfels besteht. Das Raumordnungsverfahren für die Strecke Suhl–Lichtenfels wurde im Frühjahr 1994 und die Linienbestimmung im Frühjahr 1995 abgeschlossen. Von Lichtenfels bis Bamberg existierte bereits mit der B 173 eine autobahnähnlich ausgebaute Verbindung, die später zur Autobahn aufgewertet wurde.
Bei der Linienfindung wurde aufgrund der topografisch anspruchsvollen Lage im Thüringer Wald und des Vorhandenseins von Naturschutzgebieten eine Lösung gefunden, die ohne Tunnel, allerdings mit zahlreichen Großbrücken auskommt. Im thüringischen Abschnitt entstand gleich am Beginn das höchste Bauwerk der gesamten Strecke, die 82 m hohe Haseltalbrücke. Statt dem alten Verlauf der B 4 durch den Itzgrund führt die Autobahn östlich an Coburg vorbei, um den dichter besiedelten Raum zwischen Coburg und Sonneberg anzubinden. Auch dieser Abschnitt war umstritten, weil die Trasse den zwischen Bad Staffelstein und Lichtenfels gelegenen „Gottesgarten“ unterhalb von Kloster Banz und den Lichtenfelser Forst durchschneidet. Im Sommer 2003 wies das Bundesverwaltungsgericht eine Klage des Naturschutzverbandes BUND ab und machte so den Weg zur Ausführung der Mainauenquerung frei. Im Bereich der Itzquerung wurde eine Verkehrswegebündelung mit der ebenfalls als VDE-Projekt entwickelten Schnellfahrstrecke Nürnberg–Erfurt realisiert. Autobahn- und Eisenbahntrasse queren das Tal auf zwei benachbarten, parallel verlaufenden Brücken.
Im Dezember 2000 begannen die Bauarbeiten an der Verlängerung der BAB 73 zwischen den Anschlussstellen Eisfeld-Nord und Coburg. Dieser umfasst auch die Querung der Landesgrenze zwischen Thüringen und Bayern. Die Anschlussstelle Eisfeld-Süd wurde dabei direkt auf dem ehemaligen Streifen der Grenzanlagen angelegt. Der Abschnitt wurde im November 2003 fertiggestellt. Kurz vor der Freigabe der Teilstrecke wurde festgestellt, dass die lichte Durchfahrtshöhe der Überführung Eisfeld-Süd nicht die geforderten 4,7 Meter aufwies, sondern am Rand nur 4,45 Meter betrug. Deshalb musste die fertige Richtungsfahrbahn Süd auf einer Länge von 300 Metern entsprechend tiefer gelegt werden.
Die nächsten fertiggestellten Abschnitte waren im Juni 2006 zwischen Dreieck Suhl und Suhl-Friedberg sowie im Oktober 2006 sowohl zwischen Suhl-Friedberg und Schleusingen, als auch zwischen Coburg und Rödental (31. Oktober). Zum 19. Oktober 2007 wurde die Autobahn von Rödental bis Ebersdorf verlängert, ehe am 25. Juli 2008 mit dem Abschnitt Schleusingen – Eisfeld-Nord die 34 km Strecke auf thüringischer Seite komplett war. Das letzte Teilstück zwischen Ebersdorf und Lichtenfels wurde am 5. September 2008 eröffnet. Die Neubaustrecke kostete ca. 794 Millionen Euro. Sie hat einen Flächenbedarf von 1557 Hektar, der aus 590 Hektar Verkehrsflächen und 967 Hektar Ausgleichsflächen besteht.

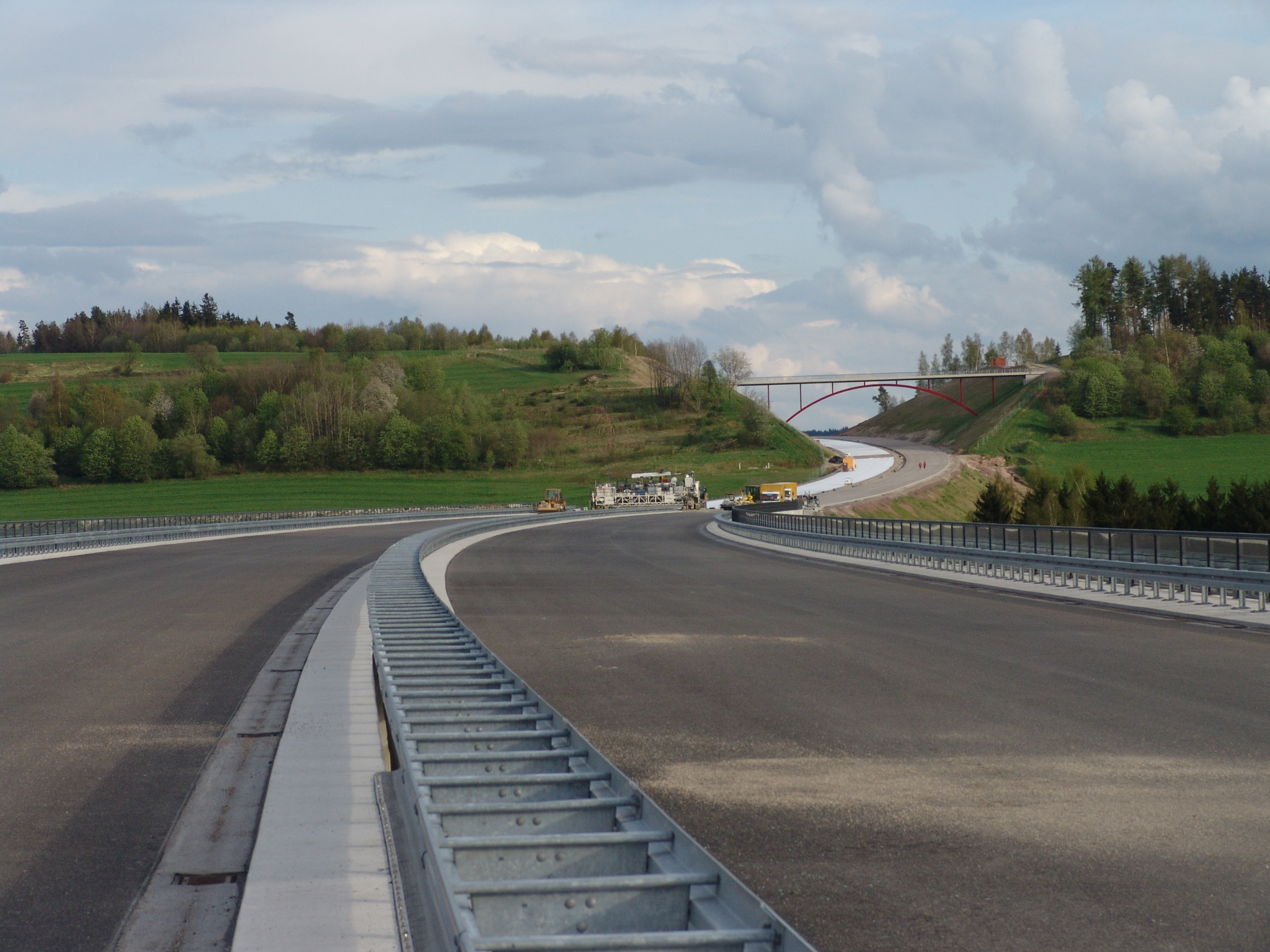
Talbrücke Nahetal südlich der AS Schleusingen im Mai 2008
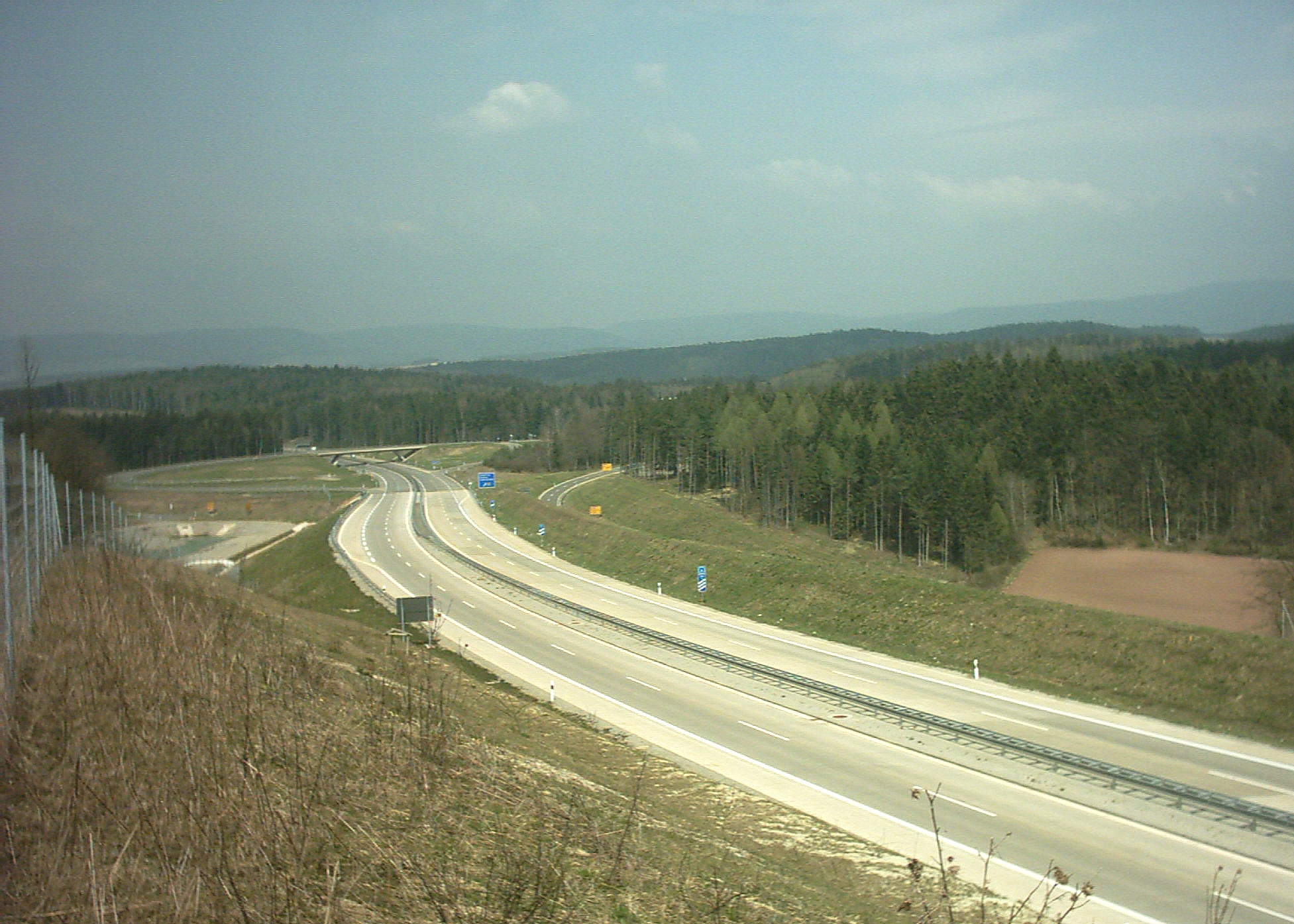
Anschlussstelle Eisfeld-Süd genau auf dem Grünen Band Deutschland
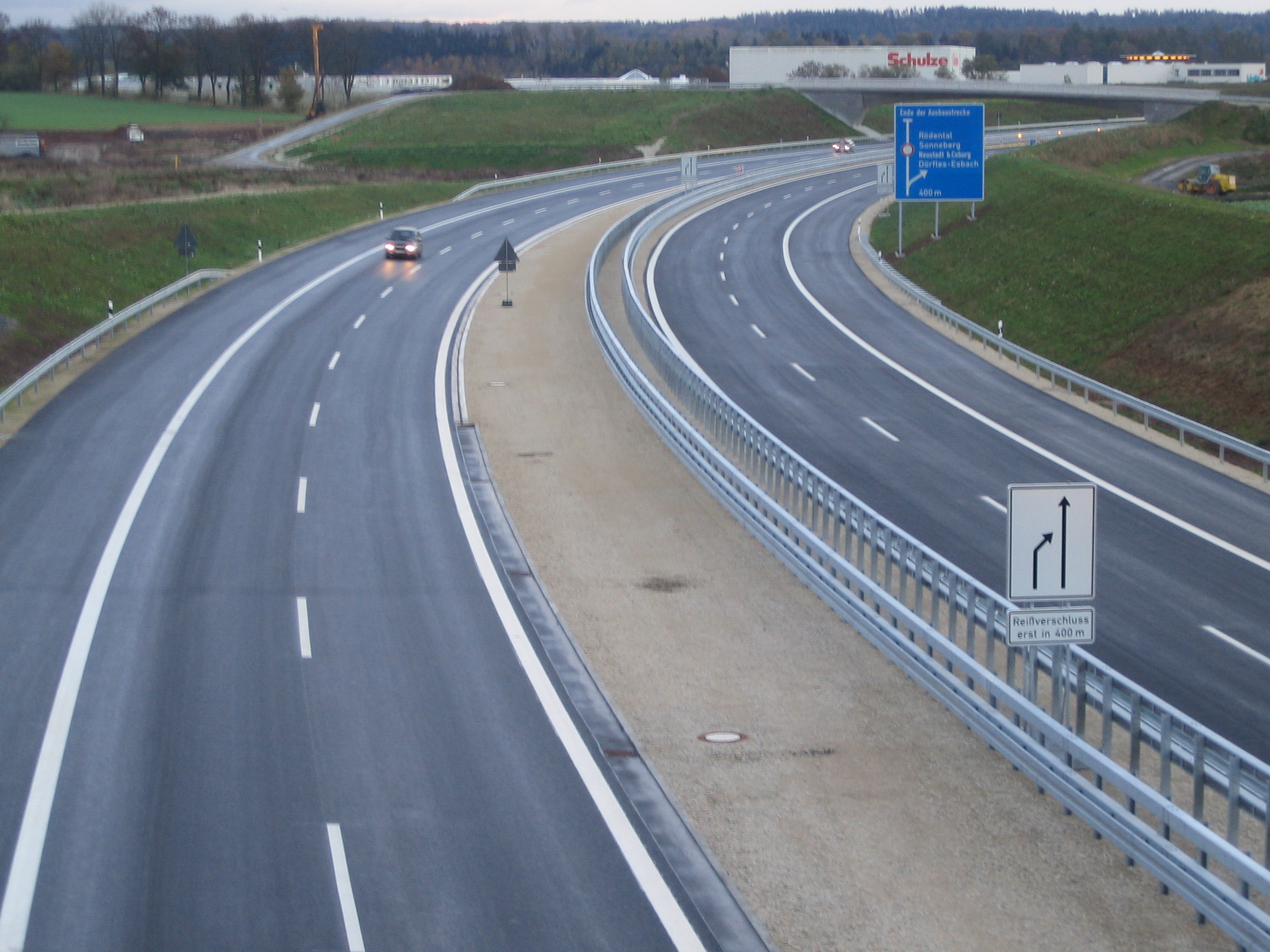
Anschlussstelle (9) Coburg 2006
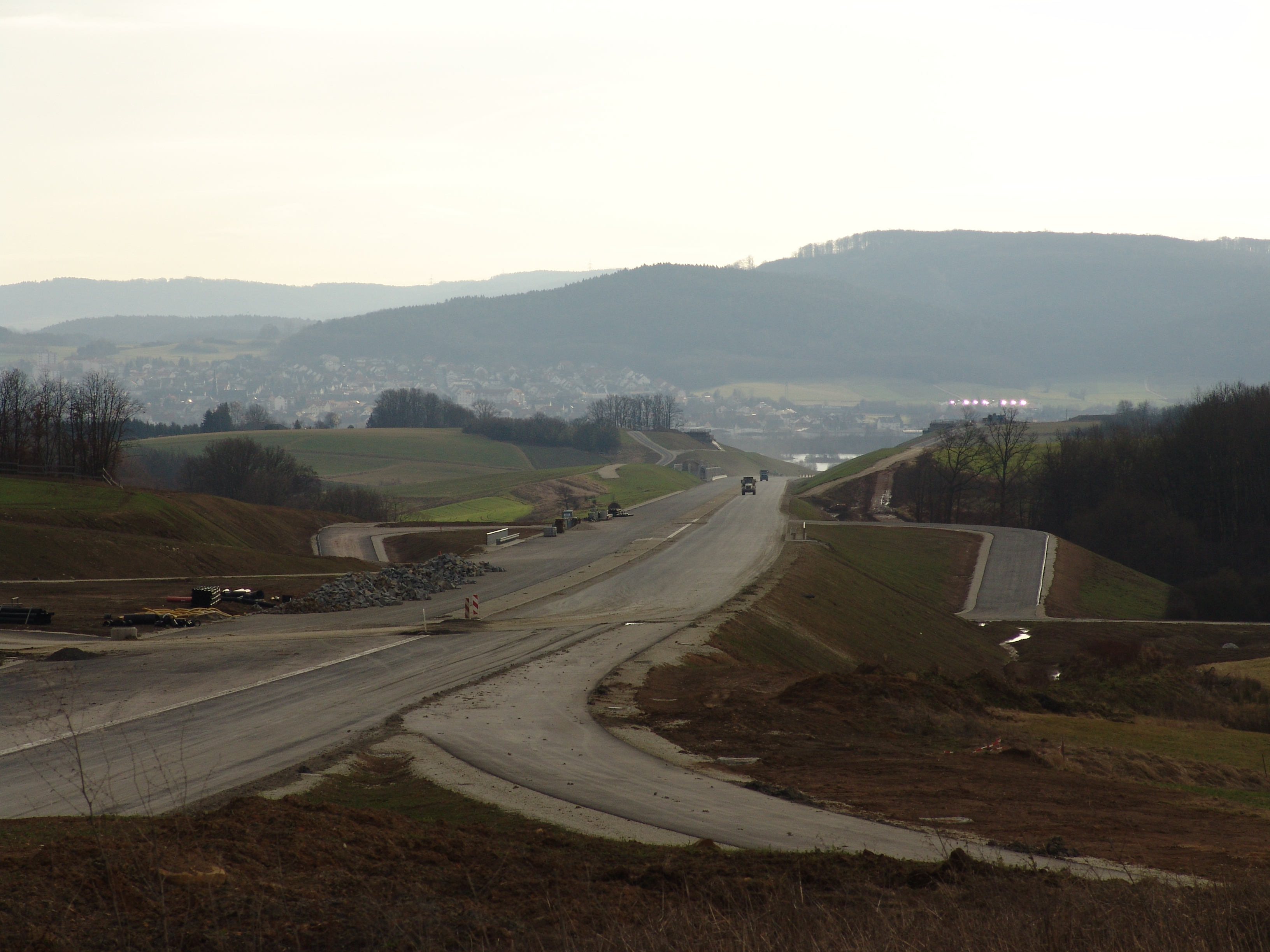
Blick von der AS Untersiemau Richtung Lichtenfels im Januar 2008
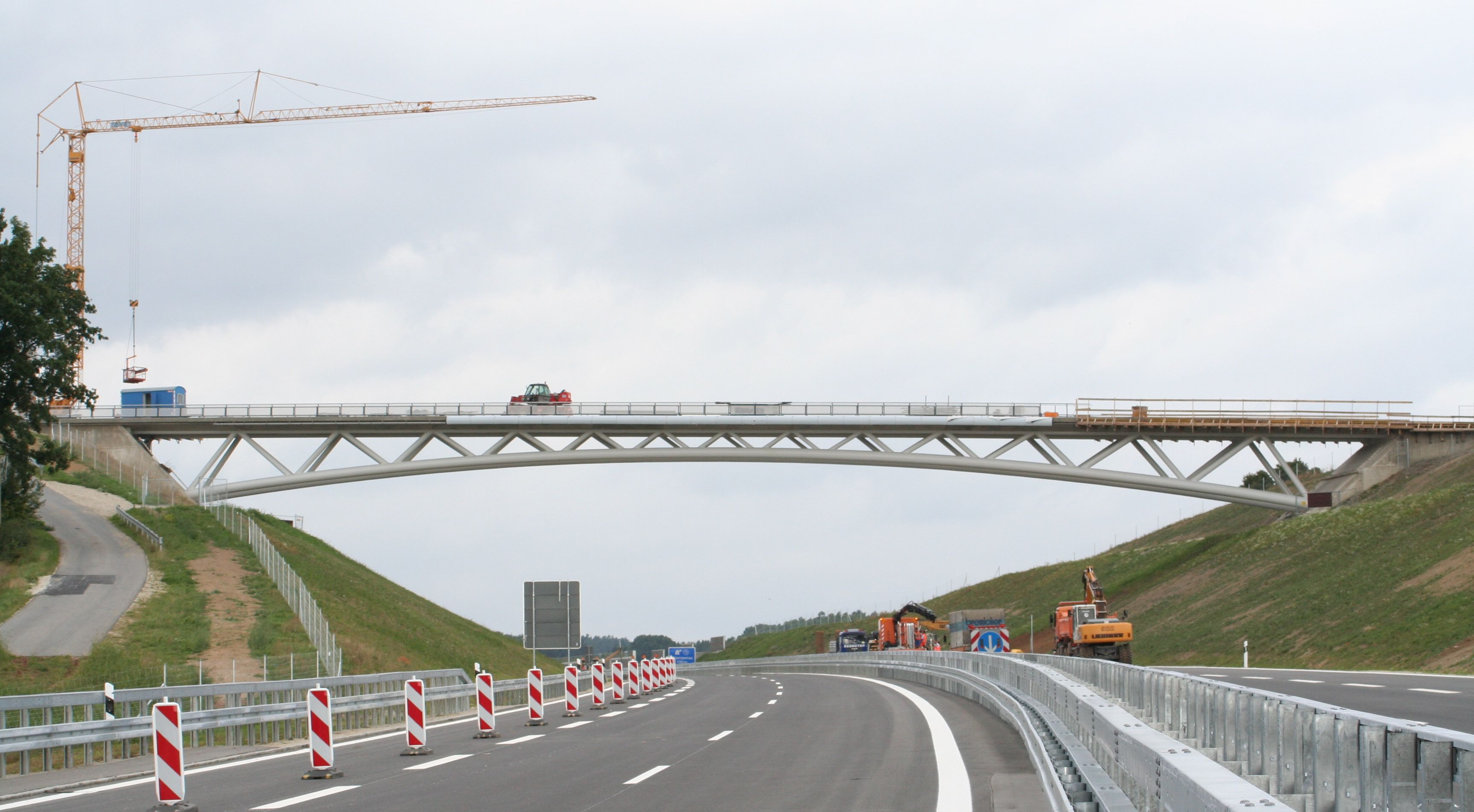
Brücke für die Kreisstraße LIF2 an der AS Lichtenfels Nord im September 2008

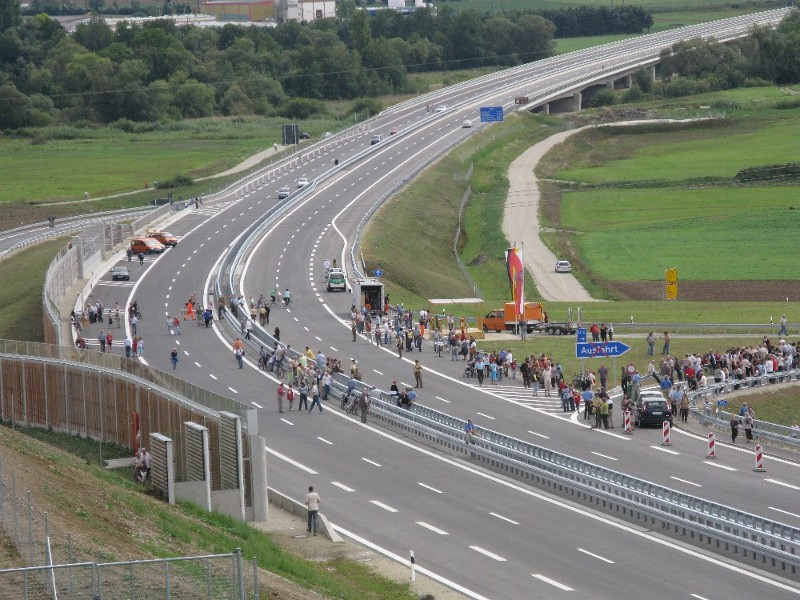
Freigabe des letzten Teilstücks am 5. September 2008 bei Lichtenfels.

Die Strecke von Lichtenfels nach Bamberg wurde als Ausbau der autobahnähnlichen B 173 auf selber Trasse ausgeführt. Dabei wurden beidseitig Standstreifen angebaut, wodurch die Fahrbahn um jeweils 1,5 m verbreitert wurde. Der Oberbau wurde verstärkt, eine neue Deckschicht aufgebracht und Entwässerungseinrichtungen angepasst. Die Arbeiten hierzu begannen bereits im Jahr 2000. In vier Abschnitten wurde pro Jahr eine Fahrbahnseite erweitert, während der Verkehr auf die benachbarte Fahrbahn umgelegt wurde. Die Arbeiten wurden im Jahr 2007 beendet, sodass zum 1. Januar 2008 die Aufstufung der B 173 zur BAB 73 folgen konnte. An der Verknüpfung von Neubau- und Bestandsstrecke bei Lichtenfels entstand eine leistungsfähige Anschlussstelle ähnlich eines Autobahndreiecks. Aufgrund von Unstimmigkeiten und Sprüngen wurden die Betriebskilometer am 4. September 2008 im Streckenabschnitt südlich von Lichtenfels geändert.

### Liste der Verkehrsfreigaben
| Abschnitt                                        | Jahr       | km      | Bemerkungen |
| ------------------------------------------------ | ---------- | ------- | --- |
| Dreieck Suhl – Schleusingen                      | 2006       | 15,3 km | |
| Schleusingen – Eisfeld-Nord                      | 2008       | 11,7 km | |
| Eisfeld-Nord – Eisfeld-Süd                       | 2003       | 6,5 km  | |
| Eisfeld-Süd – Coburg                             | 2002       | 12,3 km | |
| Coburg – Rödental                                | 2006       | 3,0 km  | |
| Rödental – Ebersdorf b. Coburg                   | 2007       | 8,7 km  | |
| Ebersdorf b. Coburg – Lichtenfels                | 2008       | 12,5 km | |
| Lichtenfels – Kreuz Bamberg                      | 1991, 2008 | 26,6 km | Gebaut als zweibahnige B 173, Verbreiterung auf Autobahnquerschnitt 2000–2007, Aufstufung zur BAB 73 zum 1. Januar 2008                                          |
| Kreuz Bamberg – Bamberg-Süd                      | 1991       | 6,4 km  | Zweibahniger Ausbau auf Trasse der B 505 |
| Bamberg-Süd – Hirschaid                          | 1985       | 8,1 km  | |
| Hirschaid – Forchheim-Nord                       | 1983       | 10,5 km | |
| Forchheim-Nord – Forchheim-Süd                   | 1980       | 4,6 km  | |
| Forchheim-Süd – Baiersdorf-Nord                  | 1976       | 1,2 km  | |
| Möhrendorf – Erlangen-Nord                       | 1977       | 4,0 km  | |
| Erlangen-Nord – Nürnberg/Fürth                   | 1972, 1975 | 16,1 km | Gebaut als B 4n, zum 1. Januar 1975 Aufstufung zur BAB 73 |
| Nürnberg/Fürth – Nürnberg                        | 1967, 1975 | 3,4 km  | Offiziell Bestandteil der Kreisstraße N 4, ist mit Autobahnbahnwegweisern und der Nummer BAB 73 beschildert                                                      |
| Kreuz Nürnberg-Hafen – Nürnberg-Münchener Straße | 1979       | 5,0 km  | |
| Nürnberg-Münchener Straße – Feucht               | 1938, 1978 | 6,9 km  | Errichtet als „Autobahnzubringer Nürnberg-Süd“ der Reichsstraße 8 bzw. spätere B 8, Ausbau und Aufstufung zur Autobahn 1978 mit Bau der verlängerten Südtangente |
| Feucht – Dreieck Nürnberg/Feucht                 | 1978       | 1,8 km  | |

## Ausbauzustand
Zwischen Forchheim-Süd und Erlangen-Zentrum stieß die vierstreifige Autobahn schon vor der Fertigstellung des Anschlusses nach Thüringen mit über 60.000 Fahrzeugen pro Tag insbesondere während des Berufsverkehrs regelmäßig an ihre Kapazitätsgrenze. Daher wird auf dieser Teilstrecke der Standstreifen in mehreren Bauabschnitten als dritter, temporärer Fahrstreifen ausgebaut. Im Oktober 2007 wurden der ausgebaute Standstreifen sowie die elektronischen Verkehrsregelanlagen zwischen Möhrendorf und Erlangen-Nord fertiggestellt, so dass nach einem dreimonatigen Probebetrieb in diesem Bereich seit Januar 2008 der Seitenstreifen jeweils bei Bedarf zur Befahrung freigegeben werden kann. Von April bis Oktober 2008 wurde der Ausbau bis Baiersdorf-Nord fortgeführt. Die Standstreifenfreigabe in diesem Bereich ist nach einer Probephase im Blindbetrieb Ende Dezember 2008 in Betrieb gegangen. Von Mai 2015 an wurde an der Standstreifenfreigabe zwischen Forchheim-Süd und Baiersdorf-Nord gebaut, die Arbeiten wurden im Dezember 2015 abgeschlossen. In der Gegenrichtung werden seit Juni 2016 die baulichen Voraussetzungen für die temporäre Standstreifenfreigabe zwischen Erlangen und Forchheim geschaffen.
Im Abschnitt Erlangen-Nord bis Erlangen-Zentrum ist nun der bisherige Standstreifen als permanenter Verflechtungsstreifen befahrbar. In den letzten Jahren wurden im Stadtbereich von Erlangen bereits in mehreren Abschnitten Standstreifen zu Verflechtungsstreifen umgebaut. Dies geschah in den Bereichen Erlangen-Zentrum bis Erlangen-Bruck (beide Richtungen), Erlangen-Bruck bis Autobahnkreuz Fürth/Erlangen (beide Richtungen) und Erlangen-Zentrum bis Erlangen-Nord.
Im Gebiet von Erlangen, Fürth und Nürnberg verläuft der Frankenschnellweg weitgehend auf der ehemaligen Trasse des Ludwig-Donau-Main-Kanals. 2013 wurde zwischen den Ausfahrten Erlangen-Eltersdorf und Fürth-Ronhof die Ausfahrt Fürth-Steinach neu gebaut und im Dezember desselben Jahres eröffnet. Sie wurde notwendig, um den Stadtverkehr im Fürther Norden zu entlasten, da dort durch eine neu erbaute Filiale der Möbelkette Höffner ein starker Anstieg des Verkehrs zu erwarten war. Es wurden auch Lärmschutzwände errichtet, die für einen Rückgang des Verkehrslärms um zehn Dezibel sorgen sollen. Erst seit 2007 ist der Abschnitt zwischen den Anschlussstellen Nürnberg/Fürth und Nürnberg-Hafen als Kreisstraße N 4 gewidmet; dort lautet auch der offizielle Nürnberger Straßenname Frankenschnellweg.
Die Strecke wird im Bereich der Ausfahrt Nürnberg-Gostenhof auf einer Strecke von etwa 500 m noch von drei Kreuzungen beziehungsweise Einmündungen unterbrochen, die mit Ampeln geregelt sind. Bei hohem Verkehrsaufkommen ist der Bereich An den Rampen/Rothenburger Straße meist überlastet, während der Berufsverkehrszeiten bilden sich von beiden Seiten längere Staubereiche (besonders stark von Norden/Westen) auf dem Frankenschnellweg, da der Durchsatz der Ampelanlage dem Verkehrsaufkommen nicht gewachsen ist. Häufig kommt es dort auch zu Auffahrunfällen an den Stauenden, weshalb auch eine Geschwindigkeitsbegrenzung auf 60 km/h bereits ab den Ausfahrten Nürnberg Westring und Nürnberg Südring ausgeschildert ist.
Hinzu kamen bis September 2004 regelmäßig Unfälle mit Lastkraftwagen, die im Bereich An den Rampen (einer Eisenbahnbrücke mit einer Höhe von 3,70 m) trotz elektronischer Warntafeln stecken geblieben waren. Eine Tieferlegung der Fahrbahn um 30 cm hat zumindest das Problem mit den stecken bleibenden Lastkraftwagen inzwischen behoben; trotzdem wird der Bereich tagsüber von Ortskundigen eher gemieden. In Nürnberg wird wegen der Staus im Berufsverkehr auch scherzhaft vom „Frankenstauweg“ oder „Frankenschleichweg“ gesprochen.
Ab frühestens Herbst 2012 sollte dieser Teil kreuzungsfrei ausgebaut werden und dazu die Autobahn zwischen Rothenburger Straße und Dianaplatz in einen Tunnel („Frankenröhre“) verlegt werden. Der unter der Straße liegende U-Bahnhof Rothenburger Straße wurde in den 1980er Jahren bereits tief genug gebaut, um darüber noch einen Straßentunnel unterbringen zu können. Durch Einsprüche unter anderem des Bundes Naturschutz und von Anwohnern beim Verwaltungsgericht Ansbach 2014 und des VCD 2020 verzögerte sich der Baubeginn. Inzwischen ist von einem Baustart frühestens 2025 auszugehen.
Im Stadtgebiet Nürnberg befinden sich am Frankenschnellweg vier leistungsfähige Anschlussstellen mit nur einer Kreuzung auf den Zubringer: Westring, Südring, Hafen-Ost und Eibach.
Während der Frankenschnellweg die Anschlussstelle Kreuz Nürnberg-Hafen als Kreisstraße N 4 in gerader Richtung überquert und zur Anschlussstelle Nürnberg-Eibach weiterführt, liegt der Wiederbeginn der A 73 dort in Richtung Südwesten an der Anschlussstelle Nürnberg-Hafen Ost der Südwesttangente. Sie überquert am Autobahnkreuz Nürnberg-Süd die A 6 und mündet wenige Kilometer weiter südlich am Dreieck Nürnberg/Feucht in die A 9 und endet dort. Im Bereich des Autobahndreiecks überquert die Autobahn die Eisenbahn-Schnellfahrstrecke Nürnberg–Ingolstadt.

### Bürgerbegehren
Seit 2025 wirbt ein Bürgerbegehren unter dem Slogan Zurück auf Los um Unterschriften für einen Bürgerentscheid mit der Fragestellung, ob der Frankenschnellweg nach den aktuellen Plänen der Stadt kreuzungsfrei und ausgebaut werden soll. Unter anderem kritisiert das Bündnis angesichts einer angespannten Haushaltslage die 2018 veranschlagten hohen Kosten von über einer Milliarde Euro für den Ausbau bei noch nicht einkalkulierten weiteren Kosten für die Umlegung von Infrastruktur, den geplanten "grünen Deckel" und jährlichen Unterhaltskosten in Höhe von 2,7 Millionen Euro (nach Schätzung von 2010). Auch die geplante zwölfjährige Bauphase mit der Umleitung von Verkehr auf andere innerstädtische Straßen steht angesichts der Lärmbelastung für die dortigen Anwohner in der Kritik. Aus verkehrswissenschaftlicher Sicht lasse sich zudem feststellen, dass der Ausbau von Straßen nicht zu weniger Stau führe, sondern durch erhöhte Attraktivität mehr Verkehr anziehe. Im Falle des Frankenschnellweg wird befürchtet, dass dies vor allem Fern- und LKW-Verkehr anziehen würde, da dieser künftig über die ausgebaute A73 eine schnellere Route zwischen den Autobahnen darstellen würde als die bisherige Umfahrung Nürnbergs mittels der A3. Sowohl der enorme Eingriff in die Natur mit der Fällung zahlreicher Bäume, als auch der hohe Energie- und Ressourcenverbrauch, der große Mengen CO₂ freisetzen würde, stehen in der Kritik. Stattdessen strebt das Bürgerbegehren eine offene Prüfung von Alternativen unter aktuellen verkehrs- und stadtplanerischen Aspekten an.

## Sonstiges
Obwohl die ältesten Abschnitte im Raum Nürnberg/Fürth/Erlangen sind und der südliche Teil Bamberg – Nürnberg lange vor dem nördlichen Teil fertig wurde, verläuft die Kilometrierung und Anschlussstellen-Nummerierung inzwischen von Nord nach Süd. Es handelt sich dabei bereits um die dritte und gegenüber ihren Vorgängern komplett geänderte Anschlussstellen-Nummerierung der A 73.
Die Überführungsbauwerke im Neubaustreckenabschnitt zwischen Eisfeld-Süd und Lichtenfels wurden alle fugenlos ausgeführt. Dazu gehören unter anderem die 127 Meter lange Spannbetonbalkenbrücke zur Überführung der Gemeindestraße Unterlauter–Dörfles und die 101,8 Meter weit spannende Stahlfachwerkbrücke für die Kreisstraße LIF 2.
Die A 73 ist auf der gesamten Strecke zwischen Suhl und Lichtenfels durch beidseitige durchgehende Zäune gegen Wildwechsel gesichert. Bei neu freigegebenen Abschnitten kam es vor, dass die Wildwechselschutzzäune noch nicht vorhanden waren, sondern erst später montiert wurden. Den gefahrlosen Wildwechsel ermöglichen zahlreiche Feld- und Waldwegunterführungen sowie die Talbrücken der A 73. Zwischen Schleusingen und Eisfeld gibt es unter anderem einen speziellen Tierdurchlass.
Östlich von Bamberg zwischen Memmelsdorf (22) und Bamberg-Ost (23) gab es eine Anschlussstelle, die nur für Militärzwecke genutzt wurde. Sie war ein Direktanschluss an das amerikanische Militärareal der Warner Barracks. Diese Anschlussstelle soll für die Schüler der Bundespolizei, die seit 2016 überwiegende Teile der ehemaligen US-Kaserne belegt, als Zufahrt zur Autobahn dienen, damit sie den innerstädtischen Verkehr Bambergs zur Wochenendheimfahrt entlasten.
Zwischen den Anschlussstellen Nürnberg/Fürth (39) und Kreuz Nürnberg-Hafen ist die Strecke nicht als Bundesautobahn, sondern als Kreisstraße N 4 der Stadt Nürnberg gewidmet. Sie trägt dort auch offiziell den Straßennamen Frankenschnellweg und setzt sich über das Kreuz Nürnberg-Hafen und die Anschlussstelle Nürnberg-Eibach in Richtung Reichelsdorf fort (ehemalige Planung Bundesautobahn 77 bzw. 751). Der Abschnitt zwischen der Anschlussstelle Nürnberg/Fürth und der Kreuzung mit der Rothenburger Straße war bis 2020 abweichend von der Widmung trotzdem als Autobahn blau beschildert, ist jedoch eine Kraftfahrstraße. 2021 wurde ein Teil der Beschilderung (Entfernungsbaken und „Ausfahrt“-Wegweiser) auf gelb geändert, alle übrigen Wegweiser sind nach wie vor blau und mit der Autobahnnummer 73 beschildert. Im Abschnitt zwischen den Anschlussstellen Kreuz Nürnberg-Hafen und Nürnberg-Hafen Ost ist die Strecke Teil der Südwesttangente und als Gemeindestraße gewidmet und als Kraftfahrstraße ausgeschildert. Für die als Kreis- und Gemeindestraßen gewidmeten Abschnitte muss keine LKW-Maut entrichtet werden.
Im Raum Nürnberg/Fürth trugen der Frankenschnellweg, die Südwesttangente, und die über Teilabschnitte der beiden verlaufende heutige A 73, früher andere Nummern:
- Als A 751, später als B 2a bzw. A 77, wurde der südliche Teil des Frankenschnellwegs vom Kreuz Nürnberg-Hafen nach Schwabach in der Planungsphase bezeichnet.[30] Von dieser Strecke wurde nur der Abschnitt über Eibach bis zur Wiener Straße bei Reichelsdorf realisiert. Dieser Abschnitt ist heute als Kreisstraße N 4 gewidmet.
- Als A 752 wurde die Südwesttangente in der Planungsphase bezeichnet.[31] Sie kreuzt den Frankenschnellweg am Nürnberger Hafen und ist heute zwischen Feucht und Hafen-Ost als A 73 gewidmet.
- Als A 753 wurde der nördliche Teil des Frankenschnellwegs vom Kreuz Nürnberg-Hafen nach Erlangen in der Planungsphase bezeichnet,[32] und als B 4a ging der Frankenschnellweg von der AS Nürnberg/Fürth nach Erlangen in Betrieb,[33] bevor er die heutige Widmung als A 73 erhalten hat.

Zwischen den Anschlussstellen Fürth-Poppenreuth und Nürnberg/Fürth war in der Planungsphase der 1960er Jahre noch eine Anschlussstelle Fürth-Jakobinenstraße vorgesehen, von der heute noch die hierfür errichtete Roßbrücke im Zuge der Karl-Bröger-Straße zeugt. An dieser Anschlussstelle wären die verlängerte Jakobinenstraße aus Fürth und verlängerte Bamberger Straße aus Nürnberg an den Frankenschnellweg angebunden worden. Beide Straßen-Verlängerungen dorthin wurden, ebenso wie die Anschlussstelle, spätestens in den 1980er Jahren verworfen.

## Autobahnmeistereien
Zum 1. Januar 2016 waren für die A 73 zuständig:
- Freistaat Thüringen[34]
  - im Bereich zwischen dem Autobahndreieck Suhl (1) und der Landesgrenze bei der Autobahnmeisterei Zella-Mehlis
- Freistaat Bayern[35]
  - im Bereich zwischen der Landesgrenze der und Anschlussstelle Ebersdorf b.Coburg (10) bei der Straßenmeisterei Coburg/Kronach,
  - im Bereich zwischen der Anschlussstelle Ebersdorf b.Coburg (10) und der Anschlussstelle Breitengüßbach-Nord (18) bei der Straßenmeisterei Bad Staffelstein,
  - im Bereich zwischen Anschlussstelle Breitengüßbach-Nord (18) und Anschlussstelle Möhrendorf (30) bei der Autobahnmeisterei Thurnau/Hirschaid,
  - im Bereich Anschlussstelle Möhrendorf (30) und der Anschlussstelle Nürnberg/Fürth (39) bei der Autobahnmeisterei Erlangen/Neumarkt i. d. Oberpfalz.